# Valaliky
Valaliky – wieś (obec) na Słowacji położona w kraju koszyckim, w powiecie Koszyce-okolice. Pierwsze wzmianki o miejscowości pochodzą z roku 1961. 
Według danych z dnia 31 grudnia 2012, wieś zamieszkiwało 4211 osób, w tym 2077 kobiet i 2134 mężczyzn.
W 2001 roku rozkład populacji względem narodowości i przynależności etnicznej wyglądał następująco:
- Słowacy – 94,84%
- Czesi – 0,3%
- Romowie – 3,86%
- Rusini – 0,05%
- Ukraińcy – 0,16%
- Węgrzy – 0,16%

Ze względu na wyznawaną religię struktura mieszkańców kształtowała się w 2001 roku następująco:
- Katolicy rzymscy – 92,76%
- Grekokatolicy – 2,05%
- Ewangelicy – 0,19%
- Prawosławni – 0,41%
- Ateiści – 2,22%
- Przedstawiciele innych wyznań – 0,14%
- Nie podano – 1,35%